# O Veux
O Veux is een Belgische postpunkband uit Hasselt. De band werd opgericht in 1981. De bezetting van de groep is door de jaren heen aan verandering onderhevig geweest. O Veux begon oorspronkelijk als een minimalistische coldwaveband zonder muzikale ervaring maar werd later beïnvloed door diverse stijlen van no wave tot funk en popwave.

## Geschiedenis
O Veux werd in 1981 in Hasselt opgericht door vier mannen. Zij zochten een uitlaatklep voor hun werkloze bestaan. Beïnvloed door onder andere Joy Division, PiL, Wire en de Hasseltse scene behaalde de band met de cassette Profound Profane (1982) enige cultstatus.
In de loop van de jaren 1980 verschenen er diverse ep's en compilaties, maar daarna werd er geen werk meer uitgebracht. Pas in 2021 werd, vanwege het 40-jarige bestaan, in eigen beheer het album More Games uitgebracht.

## Stijl
DIY is sinds de oprichting van de band altijd het motto geweest. De muziek die de band door de jaren heen gespeeld heeft wordt gerekend tot new wave, coldwave, no wave, funk en popwave.

## Discografie

### (Maxi)singles en ep's
- Akinai, 1978
- Just A Slit, 1985
- Heat of the Flesh, 1985
- Gunman’s Beat, 1986
- The Game, 2020

### Compilaties
- Allez Crachez, 1982
- De Nacht van Onmacht, 1982
- Insanity, 1983
- Tape-Ology, 1983
- Tape-O-Matix, 1985
- Gunman's Beat / Just A Slit, 1986

### Albums
- Profound Profane, 1982
- More Games, 2021